# Rolls-Royce Spey
Le Rolls-Royce Spey, désigné au sein de la compagnie RB.163, RB.168 et RB.183, est un turbofan à faible taux de dilution initialement développé et produit par la société britannique Rolls-Royce Limited, et qui a été très largement utilisé en service pendant plus de 40 ans. Il en existe une version co-développée avec l'Allison Engine Company dans les années 1960, désignée Allison TF41.
Initialement conçu pour le marché des avions de ligne civils, lors de sa conception à la fin des années 1950, le Spey a également été utilisé dans beaucoup d'avions militaires, puis comme turbomoteur pour les applications marines (où il porte le nom de « Marine Spey »), et même comme base de développement pour une nouvelle série de réacteurs civils, le Rolls-Royce Tay.
Les versions aéronautiques du Spey ont accumulé plus de 50 millions d'heures de vol. Comme à leur habitude, les concepteurs de Rolls-Royce ont donné à leur moteur le nom d'un fleuve, le Spey, le deuxième plus long d'Écosse.

## Conception et développement
En 1954, Rolls-Royce introduisit sur le marché le tout-premier turboréacteur à double flux (turbofan) commercial au monde, le Rolls-Royce RB.80 Conway, d'une poussée de 94 kN, et qui était alors destiné à ce qui était considéré à l'époque comme la majeure partie du marché. Il était trop gros pour les avions de taille plus modeste, comme les Sud-Aviation SE 210 Caravelle, BAC One-Eleven ou Hawker Siddeley Trident, qui devinrent par la même occasion des avions un peu dépassés. Rolls-Royce commença alors à travailler sur un moteur plus petit, bien que conceptuellement identique, dérivé du RB.140/141 Medway – qui lui-même avait été abandonné après que la compagnie British European Airways eut préféré une version réduite du Hawker Siddeley Trident. Désigné RB.163, il utilisait le même système de turbines à double corps et une soufflante plus petite, donnant un taux de dilution d'environ 0,64 : 1.
Conçu par une équipe dirigée par Frederick Morley, les premières versions de ce qui était désormais devenu le « Spey » entrèrent en service en 1964, équipant à la fois le One-Eleven et le Trident. De nombreuses versions, avec des poussées plus importantes, furent livrées pendant les années 1960, mais le développement du moteur fut stoppé à l'approche des années 1970, en raison de l'apparition sur le marché de moteurs ayant des taux de dilution plus importants, et donc une consommation plus faible en carburant. Les airliners équipés du Spey continuèrent à être très largement utilisés jusque dans les années 1980, quand les limitations sonores imposées par les aéroports européens finirent par avoir raison de leur existence et les mirent à la retraite forcée.

### Adapté pour leBuccaneer

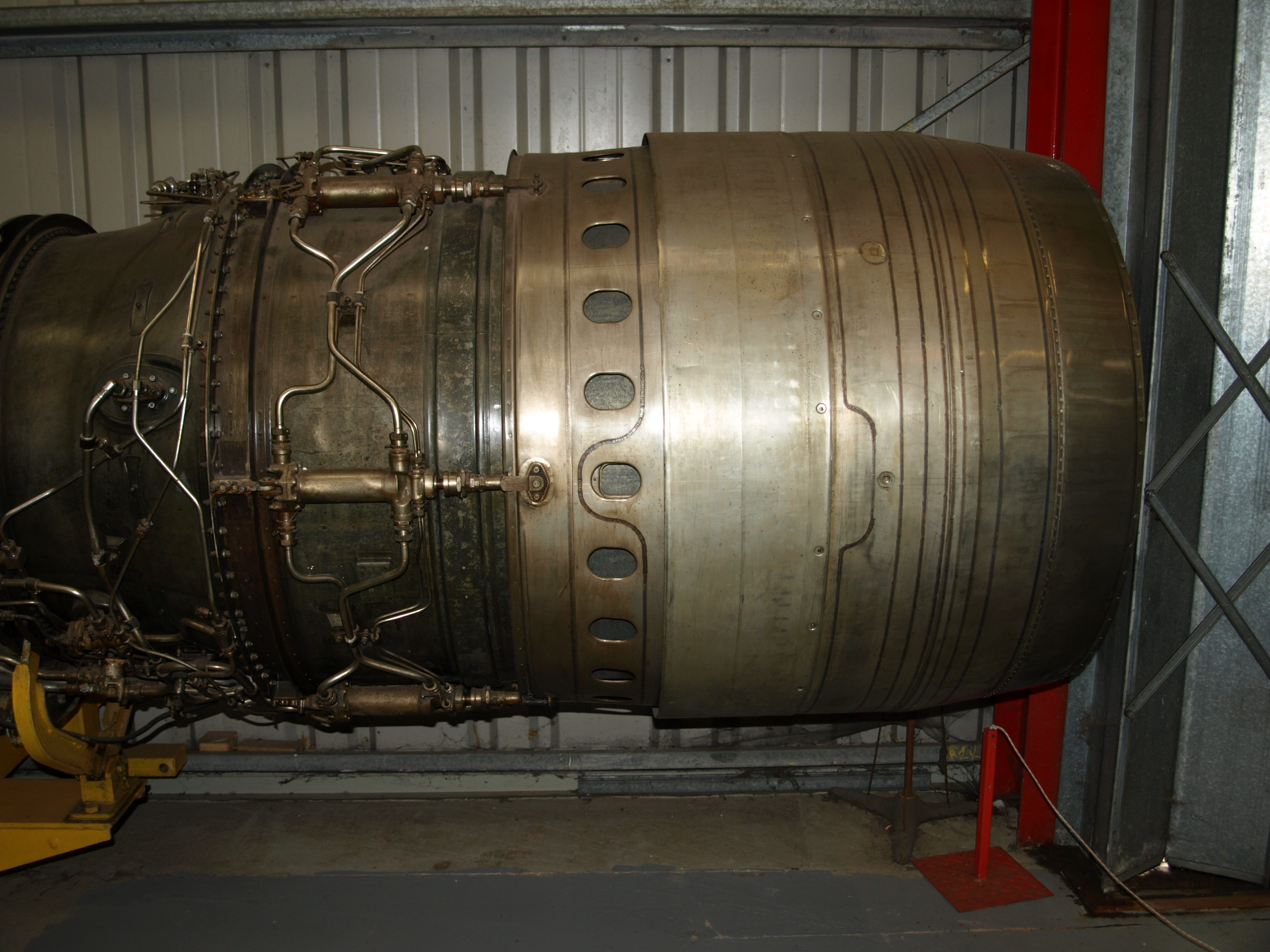
La section dédiée à la postcombustion d'un RB.168.

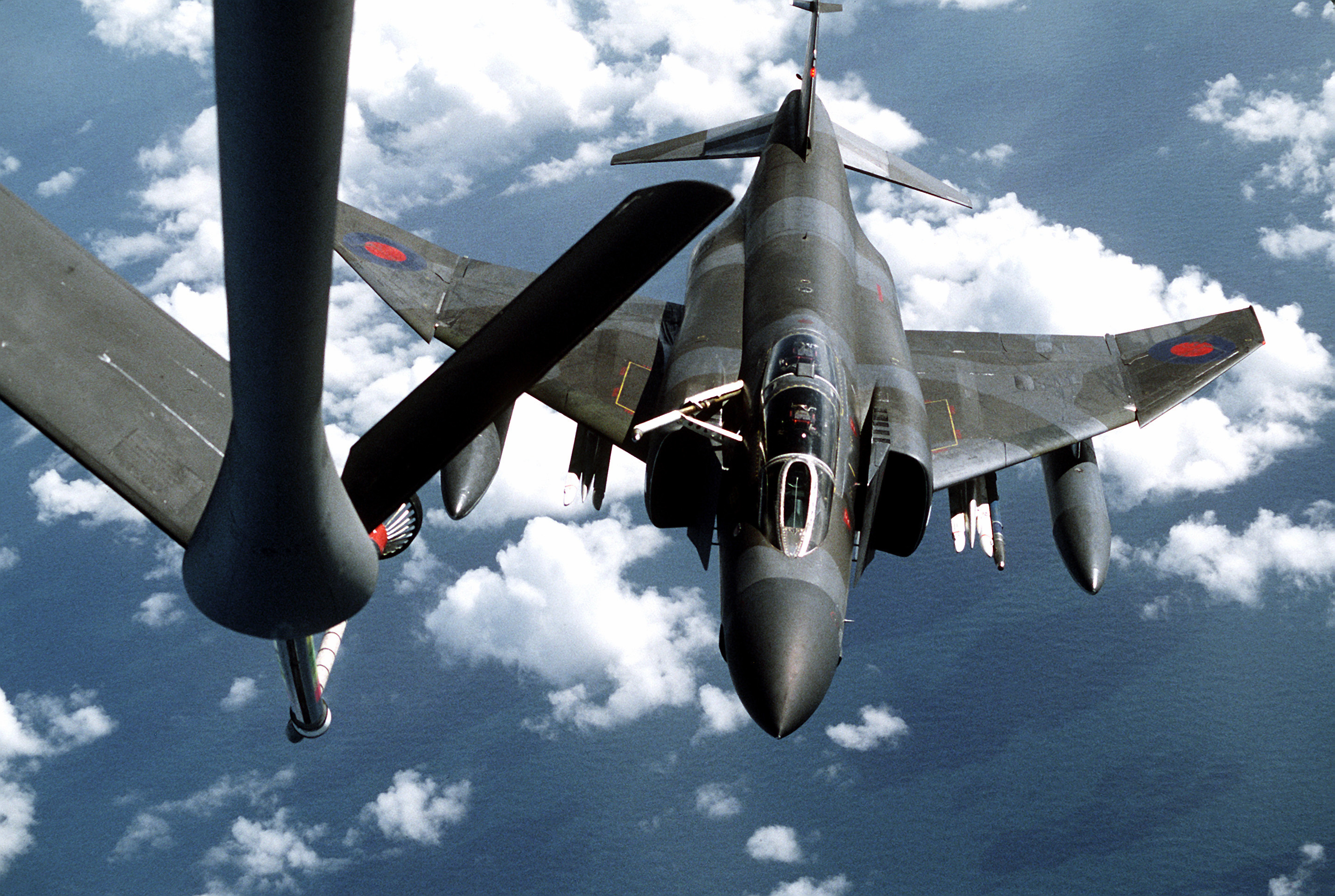
Le Phantom des Britanniques était équipé de moteurs Spey, plus puissants que les J79 équipant l'avion d'origine. Ici un FG.1 de la Royal Air Force en approche d'un KC-135A pour un ravitaillement en vol, le 1er septembre 1980.

À la fin des années 1950, l'Union soviétique démarra le développement des croiseurs de la classe Sverdlov, qui faisaient peser une menace sérieuse. Après étude du problème, la Royal Navy décida de répondre de manière plutôt inhabituelle, et au lieu de lancer la production d'une nouvelle série de croiseurs, elle choisit de mettre en service un nouvel avion d'attaque, doté de performances adéquates pour attaquer la flotte soviétique. Le gagnant des sélections fut le Buccaneer, qui était un avion essentiellement focalisé sur les performances à basse altitude (afin d'éviter la détection radar), plutôt que la vitesse pure.
Voler à basse altitude, dans un air dense, nécessite une grande quantité de carburant. Le ratio air/carburant dans un turboréacteur, comme dans un moteur de voiture, nécessite de rester à une valeur très précise pour pouvoir brûler proprement et efficacement, ce qui signifie donc logiquement qu'une quantité d'air supérieure entraîne forcément une quantité de carburant plus importante. Cette contrainte posa un gros problème pour le Buccaneer, qui n'allait finalement disposer que d'un très faible rayon d'action, même avec des moteurs optimisés pour le vol à basse altitude. Les premiers appareils de pré-production, motorisés avec des de Havilland Gyron Junior, démontrèrent également qu'ils étaient dangereusement sous-motorisés.
Rolls-Royce proposa de résoudre ce problème en offrant une version militarisée de son Spey, qui vit le jour avec la désignation RB.168. Le Buccaneer équipé de Speys, désigné S.2, fut en service pendant les années 1990. Le moteur se montra si exceptionnel dans ce rôle qu'il fut produit sous licence aux États-Unis sous les désignations de TF41 et F113, et fut utilisé dans de nombreux appareils de conception américaine et britannique. En tout, 2 768 exemplaires de ce moteur ont été produits.

### F-4K Phantom
Les versions britanniques du McDonnell Douglas F-4 Phantom II, les F-4K (désignés Phantom FG.Mk.1), remplacèrent les turboréacteurs General Electric J79 de 71,17 kN de poussée par une paire de turbofans RB.168-15R Spey 201 de 54,49 kN de poussée à sec et 91,25 kN avec postcombustion. Ils apportèrent un surplus de poussée très utile pour l'emploi de ces avions sur les porte-avions britanniques, plus petits, et apportèrent de l'air supplémentaire pour le système de contrôle de la couche limite, autorisant des vitesses d'approche plus faibles. La section des entrées d'air fut augmentée de 20 %, alors que la partie du fuselage arrière sous les moteurs dut être redessinée. Comparés aux moteurs originaux, les moteurs britanniques apportèrent entre 10 et 15 % de performances supplémentaires respectivement en matière de rayon d'action et de distance franchissable, ainsi que des améliorations des caractéristiques de décollage, taux de montée et d'accélération. Cela se paya toutefois par une diminution de la vitesse maximale de l'avion (Mach 1,9 au lieu de Mach 2,1).

### Fiabilité
Au cours de sa carrière opérationnelle, le Spey a fait preuve d'un impressionnant niveau de sécurité. Ses relativement faibles coûts de maintenance sont l'une des raisons majeures de son utilisation opérationnelle aussi longue, continuant même alors que des moteurs plus modernes étaient déjà disponibles. Alors que le retrait du Spey du service faisait naître à nouveau le besoin d'un moteur dans la plage des 44 à 67 kN de poussée, Rolls-Royce utilisa le cœur du Spey et l'associa avec une soufflante plus grosse pour créer le Rolls-Royce Tay, un moteur bien plus moderne, même si ses racines peuvent être retracées jusqu'aux années 1950.

### Développement pour l'AMX
Une version totalement modernisée du RB.168 militaire, le Mk.807 fut également conçue pour motoriser l'avion d'attaque AMX International AMX, remplissant un rôle similaire à celui du Buccaneer.

## Versions et applications

### Versions aéronautiques
- RB.163-1
- RB.163-2
- RB.163-2W
- RB.163 Mk.505-5
- RB.163 Mk.505-14
- RB.163 Mk.506-5
- RB.163 Mk.506-14

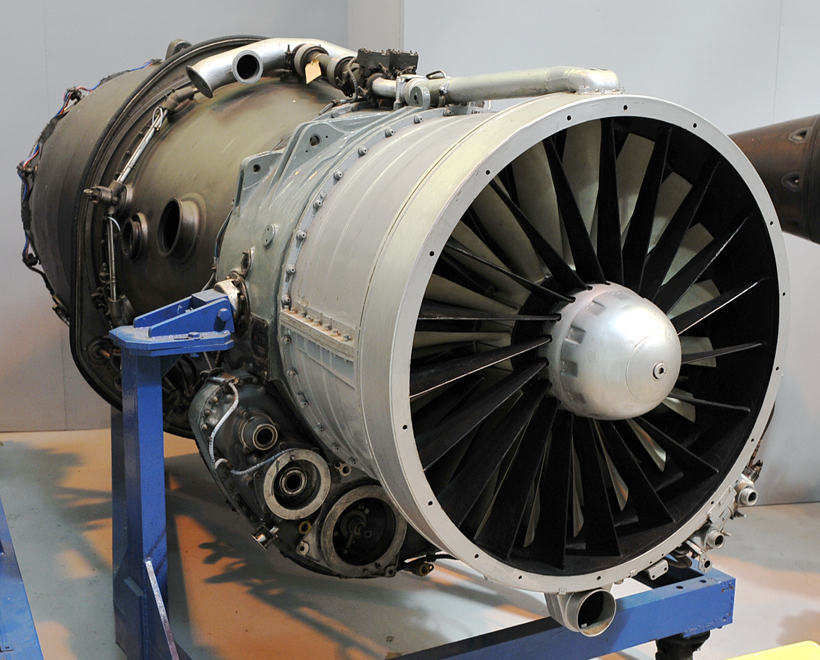
Un Rolls-Royce Spey RB.163 Mk.505-5 pour le Trident, exposé au musée de la Royal Air Force de Cosford.

- RB.163 Mk.511-8 : Utilisé par les Gulfstream II et Gulfstream III (désignation de l'US Air Force pour le Gulfstream C-20 : F113-RR-100) ;
- RB.163 Mk.512-14DW : Utilisé par le BAC One-Eleven ;
- AR 963 : (RB.163) Proposé pour le Boeing 727, il aurait été produit sous licence par Allison[3],[4] ;
- F113-RR-100 : Désignation militaire américaine pour les moteurs Mk.511-8 installés sur le Gulfstream C-20 ;
- RB.168-62
- RB.168 Mk.101 : Moteur militaire utilisé par le Blackburn Buccaneer ;
- RB.168 Mk.202/Mk.203/Mk.204 : Moteurs militaires utilisés par les McDonnell Douglas F-4 Phantom II modifiés pour l'emploi par l'armée britannique, les versions F4K (FG.1) et F.4M (FGR.2). Des moteurs achetés d'occasion dans un surplus militaire furent utilisés par Richard Noble sur la Thrust SSC, la voiture ayant battu le record du monde de vitesse terrestre en 1997 ;
- RB.168 Mk.250 : Moteur militaire utilisé par les Hawker Siddeley Nimrod MR1/MR2 ;
- RB.168 Mk.251 : Moteur militaire utilisé par les Hawker Siddeley Nimrod R1 et AEW ;
- RB.168 Mk.807 : Moteur militaire utilisé par l'AMX International AMX, construit sous licence par Avio S.p.A. (actuellement filiale de General Electric) ;
- AR 168R : Développement conjoint avec l'Allison Engine Company pour la compétition TFX (qui a été remportée par le Pratt & Whitney TF30, le moteur du F-14A Tomcat)[5] ;
- Allison TF41 : Moteurs RB.168-62 et Model 912, produits sous licence aux États-Unis par Allison pour équiper les A-7D (US Air Force) et A-7E Corsair II (US Navy) ;
- RB.183 Mk 555-15 Spey Junior : Moteur utilisé par le Fokker F28 ;
- WS-9 Qinling : Copie chinoise du RB.168 Mk.202, produite sous licence par la Xi'an Aero-Engine Corporation. Il a été utilisé pour propulser les Xian JH-7 et JH-7A[6]. Une version améliorée WS-9A, produisant une poussée de 97 kN, serait en cours de développement[6].

### Versions navalisées
- SM1A : 18 770 ch ;
- SM1C : 26 150 ch.

## Exemplaires exposés
De nombreux exemplaires du Spey sont exposés dans des musées :
- Coventry Transport Museum, Coventry, Angleterre ;
- Midland Air Museum, Baginton, Warwickshire, Angleterre ;
- Montrose Air Station Heritage Centre, Montrose, Écosse ;
- Rolls-Royce Heritage Centre
- Rolls-Royce Heritage Trust Indianapolis, Indianapolis, Indiana, États-Unis ;
- Royal Air Force Museum Cosford, Cosford, Shropshire, Angleterre ;
- Royal Air Force Museum London, aérodrome de Hendon, Londres, Angleterre ;
- Gatwick Aviation Museum, Aéroport de Londres-Gatwick, Charlwood, Surrey, Angleterre ;
- Yorkshire Air Museum, ancienne base de la RAF à Elvington, York, Yorkshire, Angleterre.